# Xuân Vũ (nhà văn)

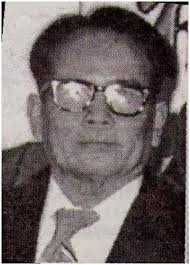

Nhà văn Xuân Vũ tên thật là Bùi Quang Triết, (sinh quán tại làng Minh Đức, quận Mỏ Cày, Bến Tre (19/3/1930 - mất 1/1/2004 tại San Antonio, Texas) là một nhà cách mạng chống Pháp, tập kết ra Bắc vào năm 1954. Nhưng đến khi trở vào Nam, ông đã đào ngũ, ra hồi chánh quân đội Việt Nam Cộng Hòa vào năm 1968.

## Tiểu sử
Nhà văn Xuân Vũ, sinh quán tại Mỏ Cày, Bến Tre, ngày 19 tháng 3 năm 1930, lớn lên trong một gia đình nông dân từng học tại trường Collège Mỹ Tho. Ông theo chân cậu ruột, một nhà trí thức đi kháng chiến chống Pháp lúc 15 tuổi và gia nhập đoàn thiếu nhi cứu quốc dưới sự chỉ huy của Trần Bạch Đằng. Được nhà thơ Tâm Điền tức nhà thơ vàng Xuân Tước cố vấn lúc ban đầu, ông Xuân Vũ đã đăng bài thơ đầu tiên lên báo ở Hà Nội năm 1947. Năm 1950 ông làm cho báo "Tiếng Súng Kháng Địch" của khu 9 và tập kết ra Bắc vào năm 1954 sau hiệp định Genève. Ông tham gia hội nhà văn (cùng khóa với Phùng Cung (có bài viết là Phùng Quán), thực ra Phùng Cung và Phùng Quán là hai người khác nhau. Phùng Cung là tác giả "Con ngựa của chúa Trịnh", còn Phùng Quán là tác giả "Tuổi thơ dữ dội", cả hai nhà văn đều từng vướng vào vụ án Nhân văn Giai Phẩm 1958). Năm 1965 ông vượt Trường Sơn trở về miền Nam để viết văn kháng chiến, nhưng sau đó đào ngũ, ra hồi chánh Việt Nam Cộng Hòa vào năm 1968.
Sau đó ông làm việc cho Nhật báo Tiền Tuyến, và Ðài Mẹ Việt Nam trực thuộc Tòa Ðại Sứ Hoa Kỳ tại Sài Gòn.
Xuân Vũ được trao Giải thưởng Văn Chương Toàn Quốc năm 1973 với tác phẩm Ðường Ði Không Ðến, tập hồi ký vượt Trường Sơn.
Di tản sang Hoa Kỳ năm 1975, ông tiếp tục viết văn đến khi qua đời. Các tác phẩm gồm có hồi ký, truyện ngắn, truyện dài, truyện phim... Tổng cộng đến 90 cuốn.
Ông qua đời ngày 1 tháng 1 năm 2004 tại San Antonio, Texas.

## Tác phẩm
- Đường đi không đến[4]
- Vàng mơ bông lúa[4]
- Xóm Cái Bần[4]
- Tấm lụa đào[4]
- Cô Ba Trà[4]

Về cuốn "Ðường Ði Không Ðến", nhận xét của Bác sĩ Hồ Văn Châm: "nội dung cuốn sách đượm tính chất xác thực, không dài dòng lê thê, không hoa hoè hoa sói, không bịa đặt, không xuyên tạc, không phỉ báng ai mà cũng không ca tụng ai. Người viết chỉ ghi lại những điều mắt thấy tai nghe cùng những cảm nghĩ của mình trên đường vượt Trường Sơn trở về Nam thi hành nhiệm vụ giao phó. Tính chất xác thực nầy, những ai đã từng leo đèo vượt núi, những ai có liên hệ ít nhiều với dãy Trường Sơn trùng điệp đều làm chứng cho tác giả.".

## Nhận xét
Nhà thơ Xuân Tước đã viết về Xuân Vũ như sau: "Tôi đã đọc rất nhiều truyện ngắn cũng như truyện dài của Xuân Vũ, thấy rằng anh đã có một lối kết cấu rất đặc biệt…phải đọc hết, đọc cho đến chương cuối hay đoạn chót của truyện, thì mới thấy nổi bật cái kết cuộc khéo léo và bất ngờ. Với tôi, chưa có nhà văn nào hiểu biết thấu đáo về cảnh quê và dân quê miền Nam hơn Xuân Vũ. Anh đã đi khắp miền Nam, từ Nam ra Bắc, rồi từ Bắc trở về Nam, anh đã sống, đã từng tranh đấu với dân quê. Vì thế mỗi ngôn từ mà anh viết ra đều chính là ngôn từ của họ, mỗi mảnh đời anh vẽ lại, đều chính là cuộc đời của họ. Anh thấu hiểu tâm tình người dân quê hơn ai hết."